# Get Crazy
Get Crazy est un film musical américain réalisé en 1983 par Allan Arkush.

## Distribution
- Malcolm McDowell
- Allen Garfield
- Daniel Stern
- Gail Edwards (en)
- Ed Begley Jr.